# Robert Witchitz
Robert Witchitz (Abscon le 5 août 1924 - fusillé au fort du Mont-Valérien le 21 février 1944), est un résistant et soldat volontaires des FTP-MOI au sein du Groupe Manouchian-Boczov-Rayman  des FTP-MOI de la région parisienne, dont une dizaine avaient leur portrait sur l'Affiche rouge. 

## Biographie

### Jeunesse
Robert Witchitz naît à Abscon, dans le Nord, d'un père commerçant d'origine polonaise et de mère française. Élevé par ses grands-parents, il reste dans son village natal jusqu'à l'âge de quatre ans, puis vient ensuite dans la région parisienne où il fréquente l'école laïque.

### Seconde Guerre mondiale
Au début de la Seconde Guerre mondiale Robert devient télégraphiste. Son père, mobilisé, est fait prisonnier, mais comme ancien combattant de la guerre 1914-1918, il rentre de captivité. Robert, lui, est licencié. Il doit faire des courses à bicyclette, pour le compte d'une distillerie. Devenu ajusteur à l'usine de constructions mécaniques Texier-Dufor, il devient militant dans les Jeunesses communistes, à Ivry-sur-Seine. En 1943, il est réquisitionné dans le cadre du STO pour aller travailler en Allemagne. Avec son ami Roger Rouxel, il rejoint alors, en février 1943, à l'insu de ses parents, la FTP-MOI du 3e détachement italien sous le matricule 10 279 et le nom de guerre de René. Chaque fois que, par la presse ou tout autre moyen, il apprend la mort d'un Allemand ou d'un collaborateur, il se réjouit et dit à son père : « Tu vois, il y a encore des hommes, et de bons Français. »
Un jour qu'il est resté chez lui, vers cinq heures du matin, on crie dehors : « Police ! » Ses parents se rappellent avec angoisse les efforts qu'il fit pour essayer de s'enfuir par la fenêtre. Peine perdue. « Faites entrer les agents », dit-il. Quand ils le voient : « C'est toi, Robert ? D'ici deux ou trois heures, fous le camp ! Mais ne va pas en Corrèze ni dans une région aussi dangereuse. » À partir de ce jour-là, les parents de Robert comprennent enfin quel est le genre d'activité de leur fils.
Le 19 novembre 1943, Robert est arrêté, avec Rino Della Negra, à la suite d'une action contre des convoyeurs de fonds allemand au 56 rue La Fayette à Paris. Il prévient ses parents dans une lettre où il s'accuse, pour ne pas incriminer ses camarades de combat, d'avoir fait une « bêtise ». Il reste en prison, exactement cent jours et jamais ses parents, malgré de nombreuses demandes, ne sont autorisés à le voir pendant son incarcération. Traduit avec ses autres frères de combat au procès des 23, il est condamné à mort. Pendant le court laps de temps où il a agi comme résistant, Robert a participé à une dizaine d'actions,,.
Robert Witchitz est fusillé au fort du Mont-Valérien le 21 février 1944 avec 21 membres du groupe Manouchian, dont les 9 autres de l'Affiche rouge,. Lorsque ses parents reçoivent enfin l'autorisation de lui rendre visite, il est trop tard : les Allemands l'ont fusillé la veille.
Son corps fut déposé au carré des Fusillés au cimetière d’Ivry-sur-Seine, et plus tard, conformément au désir de sa mère, dans le caveau de la famille.
Il est fait chevalier de la Légion d'honneur, à titre posthume, en mai 1959.
Une rue d'Ivry-sur-Seine porte son nom.
Le 21 février 2024, il est cité « Mort pour la France », ainsi que ses 22 autres camarades,  avec l'entrée de Missak et de Mélinée Manouchian lors de la cérémonie de panthéonisation en présence d'Emmanuel Macron, président de la République française. Une plaque portant son nom et ceux des 22 autres résistants du groupe Manouchian est apposée au Panthéon. Son portrait figure avec les autres camarades du groupe des FTP-MOI de l'Ile-de-France.

## Affiche rouge
Son nom figure sur l'« Affiche rouge » éditée par les Allemands : 
« Witchitz, Juif hongrois, 15 attentats ».
Les nazis ont pris Robert Witchitz pour un Juif et pour un Hongrois alors qu'il n'était ni l'un, ni l'autre. Dans son Journal de guerre, l'aumônier catholique du Mont-Valérien Franz Stock raconte en effet qu'il a confessé ce condamné à mort.

## Divers
- Profession : télégraphiste, coursier
- Lieu d'habitation : Ivry-sur-Seine

## Liste des membres du groupe Manouchian condamnés le 21 février 1944

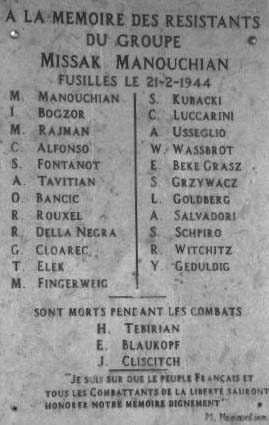
Mémorial de l'Affiche rouge à Valence.

La liste suivante des 23 membres du groupe Manouchian exécutés par les Allemands signale par la mention AR les dix membres que les Allemands ont fait figurer sur l'Affiche rouge :
| AR | Celestino Alfonso       | Espagnol | 27 ans                                                                   |
|    | Olga Bancic,            | Roumaine | 32 ans — Seule femme du groupe, guillotinée en Allemagne le 10 mai 1944) |
| AR | Joseph Boczov           | Hongrois | 38 ans — Ingénieur chimiste — [József Boczor, Wolff Ferenc]              |
|    | Georges Cloarec         | Français | 20 ans                                                                   |
|    | Rino Della Negra        | Italien  | 19 ans                                                                   |
| AR | Thomas Elek             | Hongrois | 18 ans — Étudiant — [Elek Tamás]                                         |
| AR | Maurice Fingercwajg     | Polonais | 19 ans                                                                   |
| AR | Spartaco Fontanot       | Italien  | 22 ans                                                                   |
|    | Jonas Geduldig          | Polonais | 26 ans                                                                   |
|    | Emeric Glasz            | Hongrois | 42 ans — Ouvrier métallurgiste — [Békés (Glass) Imre]                    |
|    | Léon Goldberg           | Polonais | 19 ans                                                                   |
| AR | Szlama Grzywacz         | Polonais | 34 ans                                                                   |
|    | Stanislas Kubacki       | Polonais | 36 ans                                                                   |
|    | Cesare Luccarini        | Italien  | 22 ans                                                                   |
| AR | Missak Manouchian       | Arménien | 37 ans                                                                   |
|    | Armenak Arpen Manoukian | Arménien | 44 ans                                                                   |
| AR | Marcel Rayman           | Polonais | 21 ans                                                                   |
|    | Roger Rouxel            | Français | 18 ans                                                                   |
|    | Antoine Salvadori       | Italien  | 24 ans                                                                   |
|    | Willy Schapiro          | Polonais | 29 ans                                                                   |
|    | Amedeo Usseglio         | Italien  | 32 ans                                                                   |
| AR | Wolf Wajsbrot           | Polonais | 18 ans                                                                   |
| AR | Robert Witchitz         | Français | 19 ans                                                                   |

## Décoration
- Médaille de la Résistance française, à titre posthume par le décret du 28 avril 1959[8],.